# Kinepolis de Rocourt
Le complexe de salles de cinéma Kinepolis de Rocourt est un cinéma du groupe Kinepolis construit sur l’ancien stade du RFC Liège. Avec ses 16 salles, c'est le plus grand complexe cinématographique de Liège

## Salles
| Salle | Capacité | Espace devant écran | Taille de l'écran | Distance écran-cabine |
| ----- | -------- | ------------------- | ----------------- | --------------------- |
| 1     | 211      | 15,00 x 8,00        | 14,00 x 4,00 m    | 25,00 m               |
| 2     | 300      | 18,00 x 8,00        | 17,00 x 4,00 m    | 33,00 m               |
| 3     | 391      | 20,00 x 12,00       | 19,00 x 8,00 m    | 37,00 m               |
| 4     | 701      | 25,00 x 12,00       | 24,00 x 10,00 m   | 42,00 m               |
| 5     | 391      | 20,00 x 12,00       | 20,00 x 8,00 m    | 37,00 m               |
| 6     | 376      | 20,00 x 12,00       | 18,00 x 8,00 m    | 37,00 m               |
| 7     | 299      | 18,00 x 8,00        | 17,00 x 5,00 m    | 31,00 m               |
| 8     | 211      | 15,00 x 8,00        | 14,00 x 4,00 m    | 26,00 m               |
| 9     | 211      | 15,00 x 8,00        | 13,00 x 4,00 m    | 26,00 m               |
| 10    | 211      | 15,00 x 8,00        | 12,00 x 4,00 m    | 26,00 m               |
| 11    | 211      | 15,00 x 8,00        | 14,40 x 4,00 m    | 26,00 m               |
| 12    | 299      | 18,00 x 8,00        | 17,00 x 5,00 m    | 31,00 m               |
| 13    | 391      | 20,00 x 12,00       | 20,00 x 8,00 m    | 37,00 m               |
| 14    | 391      | 20,00 x 12,00       | 20,00 x 8,00 m    | 37,00 m               |
| 15    | 299      | 18,00 x 8,00        | 17,00 x 4,00 m    | 33,00 m               |
| 16    | 211      | 15,00 x 8,00        | 14,00 x 4,00 m    | 25,00 m               |

Toutes les salles ont un accès pour chaise roulante et sont dotées de la technologie Dolby.